# Margaux Fragoso
Margaux Artemia Fragoso (15. dubna 1979, West New York, New Jersey – 23. června 2017, Mandeville, Louisiana) byla americká spisovatelka portorického původu, která se proslavila autobiografickou knihou Tygře, tygře.

## Život
Margaux Fragoso se narodila 15. dubna 1979 ve městě West New York, stát New Jersey. V roce 2002 získala bakalářský titul v angličtině na New Jersey City University. Dále studovala na Binghamtonské univerzitě, kde získala magisterský a doktorský titul z kreativního psaní. V té době publikovala příběhy a básně v Literární recenzi a dalších literárních časopisech a periodikách.
Margaux se proslavila v roce 2011 vydáním autobiografické knihy s názvem Tygře, tygře, jež si propůjčila od romantického básníka Williama Blaka. Kniha je autorčinou zpovědí a zabývá se velmi citlivým tématem – sexuálním zneužíváním v dětství. Popisuje příběh mladé dívky, která byla již od útlého dětství zneužívána 51letým mužem. Jejich vztah trval téměř patnáct let. Knihu začala psát po smrti muže, kterého pojmenovala jako Petr Curran. Autorka sama přiznala, že byl jejich vztah opředen spletí tajemství a dokud Peter nezemřel, odmítala s tímto vztahem vyjít na veřejnost.
Kniha Tygře, tygře vzbudila na veřejnosti velký ohlas. Mnohými kritiky byla srovnávána s Nabokovovou Lolitou. Americké publikum ji přijalo jako odvážnou zpověď mladé spisovatelky, která je varovným signálem pro rodiče a jejich děti.
Margaux Fragoso zemřela 23. června 2017 na rakovinu vaječníků. Byla dvakrát vdaná a z prvního manželství se Stevem McGowanem měla dceru Alicii.